# Kristin Pudenz
Kristin Pudenz, född 9 februari 1993, är en tysk friidrottare som tävlar i diskus.

## Karriär
Vid olympiska sommarspelen 2020 tog hon silver i diskuskastning. Vid europamästerskapen i friidrott 2022 tog hon silver i samma disciplin. Vid europeiska spelen 2023 tog hon guld i samma disciplin.